# José Luis López Cerrón
José Luis López Cerrón (Valladolid, 15 de juny de 1956) va ser un ciclista espanyol, que va ser professional entre 1979 i 1984.
De la seva carrera professional destaca una etapa de la Volta a Espanya i la victòria al Gran Premi de Primavera.
Un cop retirat va dirigir diferents, i des del 2012 és el president de la Federació espanyola de ciclisme.

## Palmarès
- 1977
  - Vencedor d'una etapa de la Volta a Segòvia
- 1979
  - Vencedor d'una etapa de la Volta a Catalunya
- 1980
  - Vencedor d'una etapa de la Volta a Catalunya
- 1981
  - 1r al Gran Premi de Primavera
  - Vencedor d'una etapa de la Volta a Espanya

### Resultats a la Volta a Espanya
- 1979. 68è de la classificació general
- 1980. 63è de la classificació general
- 1981. 23è de la classificació general. Vencedor d'una etapa
- 1982. Abandona
- 1983. Abandona
- 1984. 65è de la classificació general

### Resultats al Giro d'Itàlia
- 1980. 50è de la classificació general. Vencedor d'una etapa